# Хайзыонг (провинция)
Хайзыо́нг (вьет. Hải Dương, или Хай Зыонг, тьы-ном 海陽) — провинция на севере Вьетнама, в дельте реки Хонгха. Площадь составляет 1 650 км²; население по данным на 2009 год — 1 703 492 человек. Административный центр — Хайзыонг.

## Климат
Климат провинции характеризуется как тропический муссонный, среднегодовая температура составляет 23,3 °С. Среднегодовой уровень осадков: 1300—1700 мм; средняя влажность: 85-87 %.

## Население
По данным на 2009 год население Хайзыонг составило 1 703 492 человек, средняя плотность населения: 1032,42 чел./км². Городское население — 16,2 %. Около 90 % населения составляют этнические вьетнамцы.

## Административное деление
В административном отношении делится на 1 город Хайзыонг (Hải Dương) и 11 округов.